# アンドリュー・ジャクソン州立公園
アンドリュー・ジャクソン州立公園 (Andrew Jackson State Park) は、アメリカ合衆国にある公園である。
サウスカロライナ州出身の唯一の大統領であるアンドリュー・ジャクソンを称えて、1952年にサウスカロライナ州立公園として設立された。敷地面積は360エーカー（145.7ヘクタール）ある。ランカスターの北方約9マイル（14.5km）に位置し、国道521号線が通っている。公園内にはハイキング、カヌー、キャンプ、釣り、ピクニックの設備があり、また博物館と円形競技場の施設がある。